# 田原源一郎
田原 源一郎（たはら げんいちろう、1929年12月9日 - 2007年1月4日）は、日本の実業家、馬主、元カーレーサー。
東京都台東区元浅草にある広告物製作業を手がける株式会社田原屋の代表取締役を務めた。

## 経歴・人物
1929年、東京都出身。早稲田大学を卒業後株式会社田原屋を設立した。全日本旗業連合会会長、東京旗商業協同組合理事長を歴任。2007年1月4日、肺炎のため死去。77歳没。
かつてはカーレーサーとして活躍。1963年の第1回日本グランプリでは国内スポーツカーB-IIクラス（1300cc - 2500cc）にダットサン・フェアレディ1500で出場し、優勝する。SCCN（ニッサンスポーツカークラブ）の初代会長であり、1965年以降は日本自動車連盟 (JAF) 内の各委員会の委員、委員長を務めた。1995年にはその功績によりJAFモータースポーツ名誉委員の称号が贈られている。

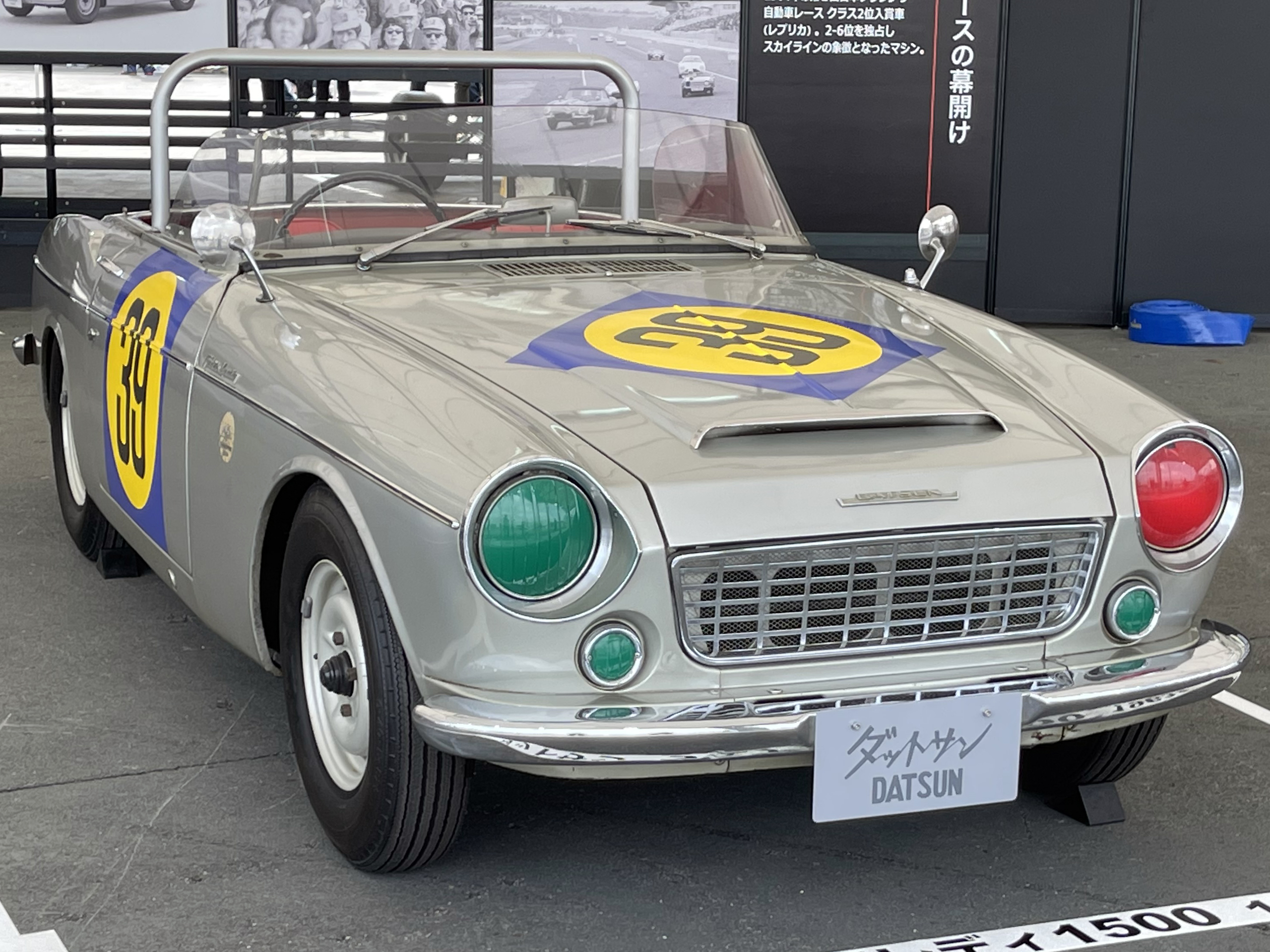
田原が操縦したダットサン・フェアレディ1500

## 馬主活動

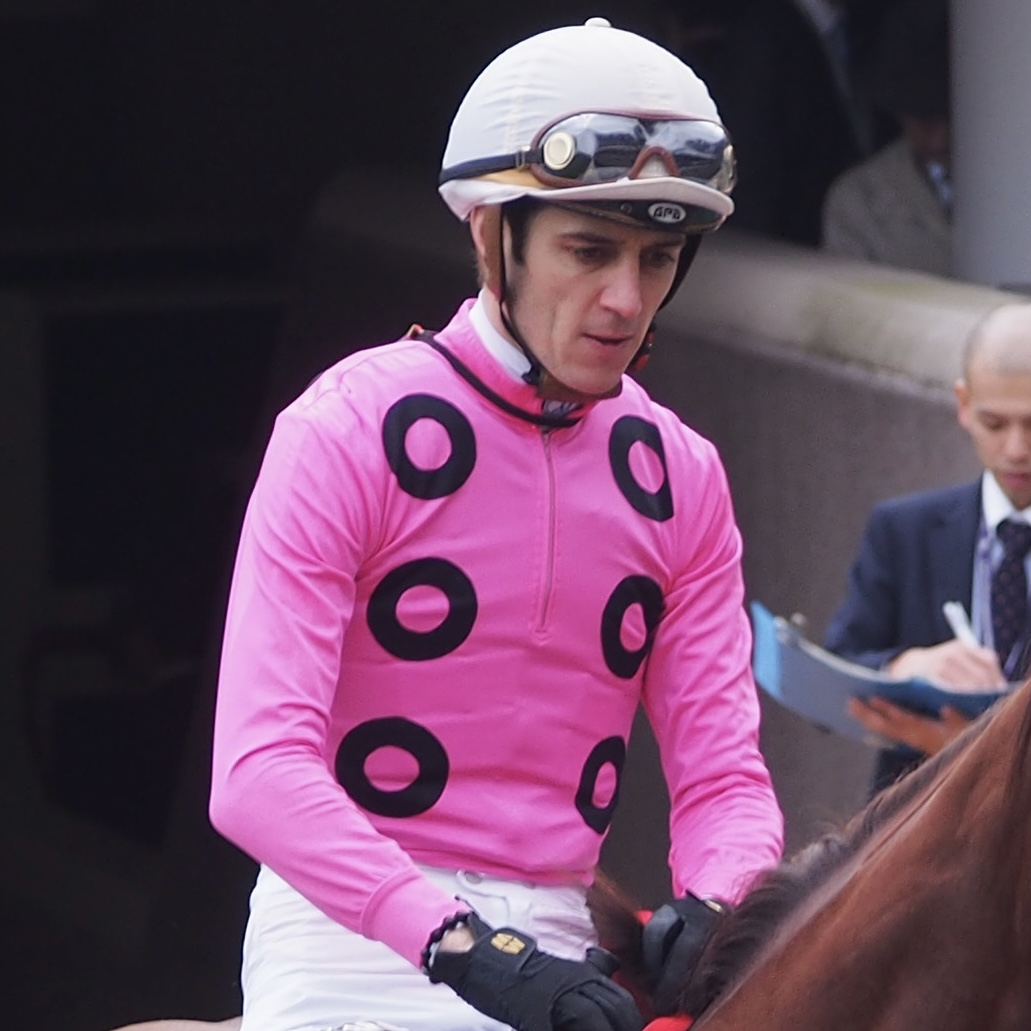
「桃、黒蛇目散、桃袖」の勝負服を着用したクリストフ・スミヨン

日本中央競馬会（JRA）に登録していた馬主としても知られた。勝負服の柄は桃、黒蛇目散、桃袖。冠名には自身が育った浅草の地から「アサクサ」を用いた。存命時は一般社団法人東京馬主協会相談役。
2005年にはアサクサデンエンが安田記念を制し、馬主となってから40年目にして最初で最後のGI制覇となった。
死去後、所有していた競走馬と勝負服の服色は妻の慶子に引き継がれた。死去から約1か月後の2月11日にはアサクサキングスがきさらぎ賞を制し、のちに菊花賞にも勝利している。その後、慶子も2024年10月11日に死去していたことが『優駿』の吉川良による連載エッセイで明かされており、現在は娘の櫻井素子が馬主活動を引き継いでいる。

## 主な所有馬

### GI競走優勝馬
- アサクサデンエン（2005年安田記念、京王杯スプリングカップ）

### 重賞競走優勝馬
- アサクサスケール（1985年クイーンステークス、エリザベス女王杯2着）
- マンボツイスト（2001年平安ステークス、名古屋大賞典、2002年マーチステークス）

### 田原慶子の所有馬
GI級競走優勝馬
- アサクサキングス（2007年菊花賞、きさらぎ賞、2009年京都記念、阪神大賞典）

重賞競走優勝馬
- アサクサゲンキ（2017年小倉2歳ステークス、2021年・2022年小倉サマージャンプ）